# Manuel Segade
Manuel Segade Lodeiro (La Coruña, 1977) es un historiador del arte y gestor cultural español, director del Museo Nacional Centro de Arte Reina Sofía desde 2023.

## Trayectoria profesional
Licenciado en Historia del Arte por la Universidad de Santiago de Compostela (1996-2000), posteriormente realizó los estudios de posgrado, DEA por la misma universidad.  Su investigación predoctoral se centró a través de la obra de Juan Muñoz, en la revisión de la teatralidad y las estructuras lingüísticas alegóricas en la escultura de la década de los ochenta. Amplió sus estudios con un posgrado en Cultural and Visual Studies of the Art and Humanities Research Board por la University of Leeds, Reino Unido (2004).
Desde 1998 trabaja en fragmentos de una historia cultural de las prácticas estéticas de finales del siglo. Su labor de investigación la centró sobre la construcción del cuerpo a finales del XIX, alrededor de la producción de una subjetividad somática y sexualizada. Esta investigación dio origen al ensayo Narciso Fin de Siglo publicado por Melusina en 2008.
Ha trabajado en diversas instituciones, tales como coordinador de programación del espacio privado de Barcelona denominado Metronom perteneciente a la Fundación Rafael Tous d'Art Contemporani, en 2005 y 2006, posteriormente regresó a su Galicia natal para ejercer de comisario jefe del Centro Gallego de Arte Contemporáneo (CGAC), de Santiago de Compostela de  2007 a 2009.
Fue elegido director del Centro de Arte Dos de Mayo (CA2M), en Móstoles, dependiente de la Comunidad de Madrid, a principios de diciembre de 2015. Allí ocupó el lugar que había dejado libre Ferran Barenblit en septiembre de 2015 al aceptar la dirección del MACBA.
El 5 de junio de 2023 el ministro de Cultura y Deporte, Miquel Iceta, comunicó al Patronato del Museo Nacional Centro de Arte Reina Sofía el nombramiento de Segade como nuevo director.
En la entrevista realizada por el experto en arte Peio.H.Riaño publicada el dia 10 de junio en El Diario.es, declaraː  
“Cualquier canon es revisable y todo consenso es efímero. Prefiero plantearlo democráticamente, con una participación activa. Que el museo escuche, no solo dicte. Por eso como institución democrática, los museos son un instrumento para generar condiciones materiales de igualdad. Mi formación viene de Griselda Pollock. Para mí, su pensamiento forma parte de mi ADN del arte contemporáneo tanto el feminismo, como la lucha de clases, como los procesos de descolonización. Para mí el discurso de género es fundamental. Efectivamente, hay pendientes muchas restituciones que ejecutar. El arte es una suma de minorías.”

## Comisariado de exposiciones

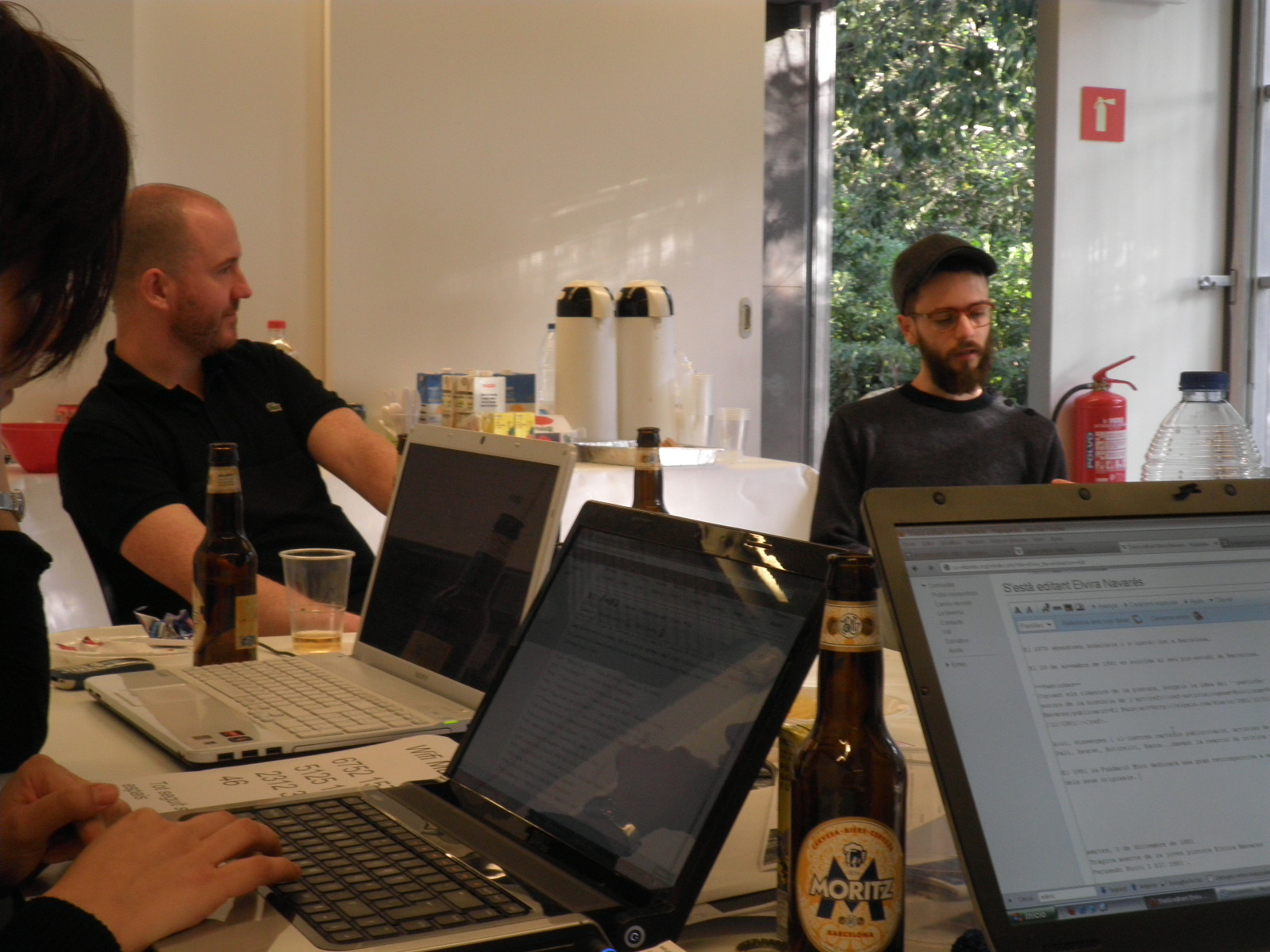
En el Wikimaratón en 2013

Según él mismo declara, su práctica comisarial y escrita responde a un conjunto de preocupaciones: la circulación de discursos críticos alrededor de la representación. Esto se concreta en unos intereses básicos: la construcción estética de la subjetividad, las formas en que se desarrolla una comunidad, la historia del cuerpo, la atención a la complejidad de los modos de vida, la teoría 'queer' o la performatividad del lenguaje, enlazados a través de una tarea que considera esencialmente política.
Uno de los comisariados más relevante fue llevado a cabo en el año 2011 con el título La cuestión del paradigma. Genealogías de la emergencia en el arte contemporáneo, dicha exposición fue realizada en La sala de la Capella de Barcelona. En esta exposición Segade mostró el presente del arte contemporáneo en el territorio catalán. La selección de los artistas de esta exposición la llevó a cabo mediante una investigación de la escena catalana a través de una exhaustiva recopilación de las exposiciones, convocatorias e iniciativas públicas y privadas, con el fin de crear una serie de genealogías que enlacen artistas de generaciones distintas.
A partir de 2009 retomó su trabajo como comisario independiente. En el Centro de Arte Dos de Mayo, que con el tiempo acabaría dirigiendo, comisarió una exposición individual dedicada a la artista española Lara Almarcegui. Realizó proyectos en diversas instituciones españolas como La Casa Encendida de Madrid,  la Fundación Joan Miró, de Barcelona; el Museo de Arte Contemporáneo de León, MUSAC;  y el Centro de Arte La Panera, en Lérida.

## Comisariados internacionales
Además ha realizado comisariados fuera de España como curador para el Pavillon Vendôme y Kadist Foundation, ambas en Francia; la Bienal de Cuenca, en Ecuador; la Feria ArteBA, de Buenos Aires; y el Centro de Arte TENT, en Róterdam.
En 2017 fue el comisario español del Pabellón de España en la 57.ª edición de la Bienal de Venecia, donde presentó la obra del artista catalán Jordi Colomer.

## Publicaciones
En el directorio de Dialnet se recogen las publicaciones de Segade entre los años 2002 y 2017.
Otros títulosː
- En casa 2011 publicado por Gecesa, Gestión de Centros Culturales / 978-84-615-3468-5
- Borrador para una trama en curso. Cabello/Carceller Comunidad de Madrid. Publicaciones Oficiales / 978-84-451-3605-8
- Narciso fin de siglo  Editorial Melusina / 978-84-96614-26-0
- Hay cosas encerradas dentro de los muros que, si salieran de pronto a la calle y gritaran, llenarían el mundo. Comunidad de Madrid. Publicaciones Oficiales / 978-84-451-3765-9